# سیارک ۲۱۷۳۳
سیارک ۲۱۷۳۳ (به انگلیسی: 21733 Schlottmann، نامگذاری:1999RX145) بیست و یک هزار و هفتصد و سی و سومین سیارک کشف شده‌است که در ۹ سپتامبر ۱۹۹۹ کشف شد.
قدر مطلق سیارک برابر ۸.۹ است.